# حجر الشمس
حجر الشمس هو فلدسبار بلاغيوكلاس، عند النظر إليه من اتجاهات معينة فإنه يظهر بمظهر لامع رائع. ويستخدم كحجر كريم. عثر على هذا الحجر في منطقة النرويج الجنوبي وفي بعض المناطق في الولايات المتحدة. ويعتبر الحجر الكريم الرسمي لولاية أوريغون.

## روابط خارجية
- قاعدة بيانات المعادن